# Louise Brealey
Louise Brealey (* 27. března 1979, Bozeat, Northamptonshire, Anglie, Spojené království), také uváděna jako Loo Brealey, je britská herečka, producentka, spisovatelka a novinářka. Její nejznámější rolí je patoložka Molly Hooper v Sherlockovi, seriálové adaptaci knih Sira Arthura Conana Doyla od Stevena Moffata a Marka Gatisse.

## Životopis
Narodila se v Bozeatu v Northamptonshire v Anglii. Studovala historii na Univerzitě v Cambridgi a poté byla na soustředění na Institutu Leeho Strasberga v New Yorku a jedním z jejich učitelů byl komik Philippe Gaulier.

## Psaní
Brealey psala již od dob svého dospívání články o filmech, umění a hudbě a později přispívala svými recenzemi a postřehy do mnoha časopisů jako Premiere UK, Empire, Radio Times, SKY, The Face, Neon, AnOther a Total Film. Je editorkou knihy Anarchy and Alchemy: The Films of Alejandro Jodorowsky (vydalo nakladatelství Creation Books v roce 2007).
Až do dubna 2009 byla zástupkyní šéfredaktora časopisu Wonderland a dělala rozhovor s Liv Tyler pro únorovou/březnovou obálku. Mezi její další zpovídané celebrity patří Pet Shop Boys a kolektiv umělců Gelitin. Poté, jako producentka na volné noze, napsala dokumentární příspěvky pro BBC Arts.

## Producentská činnost
V březnu 2012 produkovala, napsala a objevila se v The Charles Dickens Show, dětském komediálním dramatu pro BBC 2 a v hlavních rolích se objevili Jeff Rawle, Rupert Graves, Neil Dudgeon, Nathaniel Parker, Lynda Baron, Honeysuckle Weeks, Rupert Young, Adjoa Andoh, Sam Kelly, Geoffrey Streatfeild, Fiona Button a Mariah Gale.

## Filmografie

### Film
| Rok  | Název                  | Role        | Poznámky    |
| ---- | ---------------------- | ----------- | ----------- |
| 2004 | I Want You             | Alex Norris | Krátký film |
| 2010 | Reuniting the Rubins   | Miri Rubins |             |
| 2011 | Báječný hotel Marigold |             |             |
| 2014 | Delicious              | Stella      |             |
| 2015 | Victor Frankenstein    | TBA         |             |
| 2015 | Bez možnosti útěku     | Sally       |             |
| 2022 | Brian and Charles      |             |             |

### Televize
| Rok       | Název                    | Role                         | Poznámky                          |
| --------- | ------------------------ | ---------------------------- | --------------------------------- |
| 2002      | Casualty                 | Roxanne Bird                 | 95 dílů                           |
| 2005      | Ponurý dům               | Judy Smallweed               | 8 dílů                            |
| 2006      | Mayo                     | Harriet 'Anorak' Tate        | 8 dílů                            |
| 2007      | Green                    | Abi                          | TV film                           |
| 2008      | Hotel Babylon            | Chloe                        | díl 3.7                           |
| 2010-2017 | Sherlock                 | Molly Hooper                 | 12 dílů                           |
| 2011      | Law & Order: UK          | Joanne Vickery               | díl: „Tick Tock“                  |
| 2012      | The Charles Dickens Show | Nelly Trent/Scrooge/Tiny Tim | TV speciál                        |
| 2013      | Father Brown             | Eleanor Knight               | díl: „The Mayor and the Magician“ |
| 2014      | Ripper Street            | Dr. Amelia Frayn             | 7 dílů                            |
| 2015      | Inspector George Gently  | Jo Parker                    | díl: „Gently Among Friends“       |
| 2017      | Dívčí spolek             | Jude McDermid                | 6 dílů                            |
| 2017-2021 | Back                     | Cass                         | 12 dílů                           |
| 2018      | Čas čarodějnic           | Gillian Chamberlain          | 6 dílů                            |
| 2019      | The Widow                | Beatrlix                     |                                   |
| 2019      | Gomora                   | Leena                        | díl: „Die Farbe des Goldes“       |
| 2020      | Smrt v ráji              | Donna Harman                 | díl: „A Muder in Portrait“        |

### Divadlo
| Rok  | Název                 | Role                                | Režisér                    | Divadlo                              |
| ---- | --------------------- | ----------------------------------- | -------------------------- | ------------------------------------ |
| 2001 | Sliding with Suzanne  | Sophie                              | Max Stafford-Clark         | Royal Court Theatre                  |
| 2005 | Arcadia               | Thomasina                           | Rachel Kavanaugh           | Bristol Old Vic                      |
| 2006 | After the End         | Louise                              | Roxana Silbert             | americké a ruské turné, Off-Broadway |
| 2007 | Little Nell           | Nell                                | Peter Hall                 | Theatre Royal, Bath                  |
| 2008 | Strýček Váňa          | Sonya                               | Peter Hall                 | Rose Theatre, Kingston               |
| 2008 | Pornography           | 7. herečka                          | Sean Holmes                | Traverse Theatre                     |
| 2009 | The Stone             | Hannah                              | Ramin Gray                 | Royal Court Theatre                  |
| 2009 | The Ones That Flutter | Julie Ray                           | Abbey Wright               | Theatre 503                          |
| 2010 | Country Music         | Lynsey                              | Lisa Blair & Eleanor While | West Yorkshire Playhouse             |
| 2011 | Government Inspector  | Dcera starosty                      | Richard Jones              | Young Vic                            |
| 2012 | Trojánky              | Cassandra/Andromache/Helena Trójská | Christopher Haydon         | Gate Theatre                         |
| 2013 | Stádečko              | Claire                              | Howard Davies              | Bush Theatre                         |
| 2014 | Slečna Julie          | slečna Julie                        | Dominic Hill               | Citizen Theatre                      |
| 2015 | Letters Live          |                                     |                            | Hay Festival, Wales                  |
| 2015 | Letters Live          |                                     |                            | Freemasons' Hall                     |